# Heianperiode
De Heianperiode (平安時代, Heian jidai) is een tijdsperiode uit de geschiedenis van Japan, die duurde van 794 tot 1185. Het is tevens de laatste periode uit de klassieke geschiedenis van Japan. De periode is vernoemd naar de stad Heian-kyo, die in 794 werd benoemd tot hoofdstad van Japan.

## Achtergrond

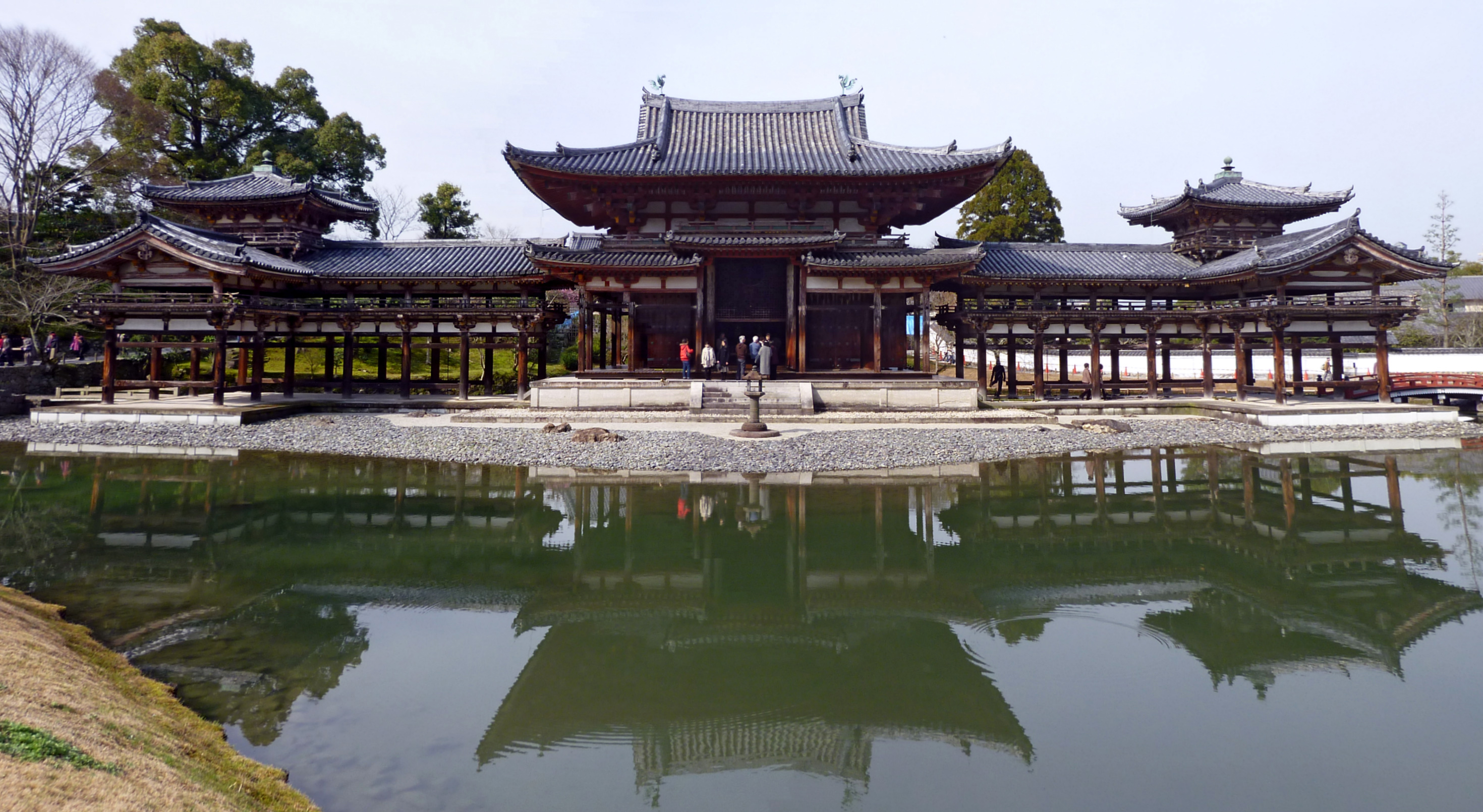
De fenixhal van Byodo-in, gebouwd in de 11e eeuw

De Heianperiode is het tijdperk waarin het boeddhisme, taoïsme en andere invloeden uit de Chinese cultuur op hun hoogtepunt waren. Tevens geldt de periode als het hoogtepunt van het Japanse keizerlijke hof. De periode staat bekend om haar dichtkunst en literatuur.
De periode begon officieel met het verplaatsen van de hoofdstad naar Heian-kyo. De keizer deed dit niet alleen om zijn eigen machtspositie te versterken, maar ook vanwege de geologisch gunstigere ligging. Zo had Heian-kyo toegang tot een rivier en via die rivier toegang tot zee.
Hoewel het keizerlijke hof de macht leek te hebben voor de buitenwereld, had achter de schermen de Fujiwara-clan de ware macht in handen. Deze familie was via huwelijken verbonden geraakt met de keizerlijke familie. De macht van deze familie werd tijdelijk weer ingeperkt tijdens de regeerperiode van keizer Daigo (897-930), maar kwam daarna weer op volle sterkte terug. Centrale controle over Japan nam namelijk af, waardoor adellijke families steeds grotere gebieden onder hun controle konden krijgen. Binnen enkele jaren na Daigo’s dood had de Fujiwara-familie de volledige macht binnen het keizerlijk hof in handen. Zij bepaalden nu onder meer de troonopvolgers.
Onder regering van de Fujiwara-familie bloeide de cultuur binnen Japan op. De decentralisatie van het land nam af. Er kwam een systeem gelijk aan het oude clan-systeem, waarbij meerdere grote families stukken land onder hun controle hadden. De regeerperiode van de Fujiwara-familie nam af met de komst van keizer Go-Sanjo (1068-1073), de eerste keizer sinds de negende eeuw die niet het kind was van een Fujiwara-vrouw. Hij voerde een groot aantal veranderingen door om de macht van de familie in te perken en zelf weer de touwtjes in handen te krijgen. In plaats van de familie geheel te verbannen, maakte de keizer hen weer tot wat ze oorspronkelijk waren: ministers en landeigenaren onder zijn regering.

De Heianperiode is tevens bekend om het feit dat de samoeraiklasse tijdens dit tijdperk tot grote ontwikkeling kwam. De Fujiwara's waren hier grotendeels verantwoordelijk voor, samen met andere adellijke families. Om hun machtsposities veilig te stellen hadden ze soldaten en andere troepen nodig. Deze militaire troepen deden via de adellijke families ook hun intrede in de keizerlijke kringen. Een gebeurtenis die hier sterk toe bijdroeg was de Hogen-opstand. Beetje bij beetje veranderden de bovenklassen in een nieuwe militaire elite. Toen de adellijke families steeds minder in staat bleken om Japan te besturen, kon de samoeraiklasse de macht overnemen.
Een andere familie die veel macht had in de Heianperiode was de Minamoto. Pogingen van deze familie om de macht in Japan over te nemen van de Taira-familie leidde tot de Genpei-oorlog. Na de oorlog werd Minamoto no Yoritomo de eerste Shogun van Japan.

## Economie
Hoewel de Heianperiode een voor die tijd ongewoon lange periode van vrede kende, was de periode economisch gezien niet gunstig voor Japan. Door de bevolkingsgroei ontstond voedseltekort. Tegen het jaar 1000 wist de overheid niet meer goed met de tegoeden van het land om te gaan, en werd geld weer meer vervangen door ruilhandel als betaalmiddel. Dit gebrek aan een goed economisch betaalmiddel is een terugkerend thema in verhalen uit deze periode.

## Gebeurtenissen
- 794: Keizer Kammu verplaatst de hoofdstad naar Heian-kyo (Kioto)
- 804: De Boeddhistische monnik Saicho (Dengyo Daishi) introduceert de Tendaischool
- 806: De monnik Kukai (Kōbō Daishi) introduceert de Shingon (Tantric) school
- 819: Kukai sticht een klooster bij de berg Koya.
- 858: Keizer Seiwa krijgt de macht over de Fujiwaraclan.
- 895: Sugawara Michizane maakt en einde aan de bezoeken van keizerlijke afgezanten aan China.
- 990: Sei Shōnagon schrijft Makura no Soshi
- 1050: Opkomst van de militaire klasse (samoerai)
- 1053: De Byodo-in tempel wordt ingewijd door keizer Fujiwara Yorimichi
- 1068: Keizer Go-Sanjo komt aan de macht en ontneemt de Fujiwara hun machtspositie.
- 1087: Keizer Shirakawa wordt een Boeddhistische monnik, en trekt zich daarom terug uit het keizerschap.
- 1156: Taira Kiyomori verslaat de Minamotoclan en verkrijgt de macht in Japan.
- 1185: Taira wordt verslagen in de Gempai-oorlog. Minamoto no Yoritomo grijpt de macht. Hij wordt de eerste Shogun van Japan.

## Keizerlijke regeerperiodes
Binnen de Heianperiode onderscheidt men de volgende tijdsperiodes, verbonden met de regeerperiode van een keizer:
- Ten'ō (781-782)
- Enryaku (782-806)
- Daidō (806-810)
- Kōnin (810-824)
- Tenchō (824-834)
- Jōwa (834-848)
- Kajō (848-851)
- Ninju (851-854)
- Saikō (854-857)
- Ten'an (857-859)
- Jōgan (859-877)
- Gangyō (877-885)
- Ninna (885-889)
- Kanpyō (889-898)
- Shōtai (898-901)
- Engi (901-923)
- Enchō (923-931)
- Jōhei (931-938)
- Tengyō (938-947)
- Tenryaku (947-957)
- Tentoku (957-961)
- Ōwa (961-964)
- Kōhō (964-968)
- Anna (968-970)
- Tenroku (970-973)
- Ten'en (973-976)
- Jōgen (976-978)
- Tengen (978-983)
- Eikan (983-985)
- Kanna (985-987)
- Eien (987-988)
- Eiso (988-990)
- Shōryaku (990-995)
- Chōtoku (995-999)
- Chōhō (999-1004)
- Kankō (1004-1012)
- Chōwa (1012-1017)
- Kannin (1017-1021)
- Jian (1021-1024)
- Manju (1024-1028)
- Chōgen (1028-1037)
- Chōryaku (1037-1040)
- Chōkyū (1040-1044)
- Kantoku (1044-1046)
- Eishō (1046-1053)
- Tengi (1053-1058)
- Kōhei (1058-1065)
- Jiryaku (1065-1069)
- Enkyū (1069-1074)
- Jōhō (1074-1077)
- Jōryaku (1077-1081)
- Eihō (1081-1084)
- Ōtoku (1084-1087)
- Kanji (1087-1094)
- Kahō (1094-1096)
- Eichō (1096-1097)
- Jōtoku (1097-1099)
- Kōwa (1099-1104)
- Chōji (1104-1106)
- Kajō (1106-1108)
- Tennin (1108-1110)
- Ten'ei (1110-1113)
- Eikyū (1113-1118)
- Gen'ei (1118-1120)
- Hōan (1120-1124)
- Tenji (1124-1126)
- Daiji (1126-1131)
- Tenshō (1131-1132)
- Chōshō (1132-1135)
- Hōen (1135-1141)
- Eiji (1141-1142)
- Kōji (1142-1144)
- Ten'yō (1144-1145)
- Kyūan (1145-1151)
- Ninpei (1151-1154)
- Kyūju (1154-1156)
- Hōgen (1156-1159)
- Heiji (1159-1160)
- Eiryaku (1160-1161)
- Ōhō (1161-1163)
- Chōkan (1163-1165)
- Eiman (1165-1166)
- Nin'an (1166-1169)
- Kaō (1169-1171)
- Jōan (1171-1175)
- Angen (1175-1177)
- Jishō (1177-1181)
- Yōwa (1181-1182)
- Juei (1182-1184)
- Genryaku (1184-1185)
- Bunji (1185-1190)